# زمین‌لرزه ۱۹۹۲ کالیفرنیا
زمین‌لرزه کالیفرنیا  در تاریخ ۲۵ آوریل ۱۹۹۲ میلادی، برابر با ‎۵ اردیبهشت ۱۳۷۱، ساعت ۱۸:۰۶:۰۴ به زمان یوتی‌سی در کالیفرنیا رخ داد. ژرفای این زلزله ۱۸٫۵ کیلومتر بود، و بزرگی آن ۷٫۲ در مقیاس Mw اعلام شده‌است. زمین‌لرزه به وقت محلی در روز شنبه، ساعت ۱۰ روی داده و منطقه زمانی آن یوتی‌سی -۸ بوده‌است (با لحاظ تغییر ساعت تابستانی).
سازمان زمین‌شناسی آمریکا نیز رومرکز این زمین‌لرزه را در مختصات ۴۰°۲۲′۰۵″شمالی ۱۲۴°۱۸′۵۸″غربی / ۴۰٫۳۶۸°شمالی ۱۲۴٫۳۱۶°غربی و ژرفای آن را در ۱۵ کیلومتر گزارش کرده‌است. بزرگی برگزیدهٔ این سازمان از میان بزرگی‌های محاسبه‌شدهٔ مختلف ۷٫۲ در مقیاس Mw بوده و از دید اثر، در میان چهار دسته‌بندی «نامحسوس»، «محسوس»، «زیان‌آور» یا «با تلفات»، زلزله را «با تلفات» اعلام کرده‌است.رانش زمین در آن به وجود آمده‌است.روانگرایی در این زمین‌لرزه ایجاد شده‌است.سونامی نیز در این زلزله گزارش شده‌است.
پروژهٔ «تنسور گشتاور مرکزوار» زاویه‌های (راستا، شیب، ریک) گسل سازندهٔ زمین‌لرزه و صفحه عمود بر آن را (°۳۳۱، °۹، °۶۸) یا (°۱۷۳، °۸۲، °۹۳) و نوع گسل را «معکوس» فرارسانده‌است.
زمین‌لرزه هیچ کشته‌ای نداشته و شمار زخمیان ۹۸ نفر برآورده شده‌است.